# Obsolete (album de Fear Factory)
 (novembre 2021).
Pour les articles homonymes, voir Obsolete.
Albums de Fear Factory
Demanufacture
(1995) Digimortal
(2001)
Obsolete est le troisième album studio du groupe de metal industriel américain Fear Factory, sorti le 28 juillet 1998.

## Enregistrement
Le groupe a commencé l'écriture et la pré-production d'Obsolete fin 1997, mais le processus a été arrêté subitement lorsque Ozzy Osbourne contacte le groupe pour faire l'ouverture de Black Sabbath lors de deux concerts complets à Birmingham.
Fear Factory a ensuite poursuivi les travaux à Los Angeles jusqu'à fin janvier 1998, moment où le groupe a enregistré l'album à Vancouver avec les producteurs Rhys Fulber (qui joue également du clavier) et Greg Reely. Le titre de l'album Obsolete a été utilisé à cette période sans pour autant être définitif.
Dino Cazares a accordé ses guitares en La pour cet album.
Gary Numan participe à la reprise de son titre Cars.
Dans Edgecrusher, Christian Olde Wolbers joue de la contrebasse sur le couplet et propose que le break comporte du scratch, ce qui n'a pas été du goût de l'ensemble du groupe ainsi que des puristes a posteriori.[Quoi ?]

## Liste des titres
Tous les titres ont été écrits et composés par Fear Factory, sauf Edgecrusher par Fear Factory et DJ Zodiac, et Timelessness par Burton C. Bell, Rhys Fulber et Dino Cazares.
| No  | Titre                          | Durée |
| --- | ------------------------------ | ----- |
| 1.  | Shock                          | 4:20  |
| 2.  | Edgecrusher                    | 3:39  |
| 3.  | Smasher / Devourer             | 5:34  |
| 4.  | Securitron (Police State 2000) | 5:48  |
| 5.  | Descent                        | 4:36  |
| 6.  | Hi-Tech Hate                   | 4:33  |
| 7.  | Freedom or Fire                | 5:11  |
| 8.  | Obsolete                       | 3:51  |
| 9.  | Resurrection                   | 6:35  |
| 10. | Timelessness                   | 4:08  |

Une version digipak est sortie le 23 mai 1999 comprenant des titres supplémentaires :
| 11. | Cars (avec Gary Numan)  | Gary Numan                   | 3:40 |
| 12. | 0-0 (Where Evil Dwells) | Wiseblood                    | 5:16 |
| 13. | Soulwound               | Bell/Cazares/Herrera/Wolbers | 3:53 |
| 14. | Messiah                 | Bell/Cazares/Herrera/Wolbers | 3:33 |
| 15. | Concreto                | Bell/Cazares/Herrera         | 3:36 |

## Composition

### Membres du groupe
- Burton C. Bell : chant
- Dino Cazares : guitares, chœurs, mixage
- Christian Olde Wolbers : basse, chœurs, contrebasse sur Edgecrusher
- Raymond Herrera : batterie

### Musiciens additionnels
- Rhys Fulber : claviers et programmation
- Gary Numan : discours sur Obsolete et chant sur Cars
- DJ Zodiac : scratch sur Edgecrusher

## Réalisation
- produit par Fear Factory et Rhys Fulber, production additionnelle de Greg Reely
- enregistré par Greg Reely
- mixé par Dino Cazares, Rhys Fulber et Greg Reely
- mastérisé par Ted Jensen